# Karel Klas
Karel Klas (3. února 1902 – 23. dubna 1971) byl český a československý politik Československé strany socialistické, poúnorový poslanec Národního shromáždění ČSSR a poslanec Sněmovny lidu Federálního shromáždění za normalizace.

## Biografie
Působil v kovoprůmyslu v Mladé Boleslavi a Plzni. V roce 1957 byl zvolen do Ústředního výboru Československé strany socialistické.
Ve volbách roku 1960 byl zvolen za ČSS do Národního shromáždění ČSSR za Západočeský kraj. Mandát obhájil ve volbách v roce 1964. V Národním shromáždění zasedal až do konce volebního období parlamentu v roce 1968. K roku 1968 se uvádí důchodce z obvodu Plzeňsko.
Po federalizaci Československa usedl roku 1969 do Sněmovny lidu Federálního shromáždění (volební obvod Liberec-venkov). Zde zasedal do své smrti v dubnu 1971.